# 戴雅萍
戴雅萍（1962年—），江苏丹阳人，汉族。中华人民共和国企业家。

## 生平
担任江苏省苏州市建筑设计研究院有限责任公司董事长。毕业于南京工学院土木系结构工程专业。中国共产党党员。于2008年、2013年先后当选第十一届全国人大和第十二届全国人大江苏省代表。2018年2月24日，当选为第十三届全国人大代表。